# 廖文強
廖文強（1987年4月3日—），台灣男歌手。畢業於國立臺灣師範大學附屬高級中學、國立臺灣大學生物產業傳播暨發展學系。在2007年參加由台視以及三立所共同舉辦的台灣歌唱選秀節目第一屆超級偶像比賽晉級至前13強。
現為創作歌手，擅長以吉他創作。

## 獲獎經歷
- 2007/07/19 第九屆校園金曲男生個人演唱組得獎[1]
- 2007/07/19 第九屆校園金曲福茂唱片特別獎
- 2007/08/23 第三屆兩岸大學校園歌手邀請賽銀獎
- 2008/12/20 全國精神健康大賞　創作音樂徵選第二名
- 2009/06/07 台大畢業專刊詞曲徵選首獎
- 2007/01/19 第一屆超級偶像前13強
- 2010 第三屆簡單生活節表演團體徵選最佳人氣獎
- 2011 中華民國建國百年主題曲徵選第二名
- 2013 墾丁春浪音樂節 春浪大賞第二名
- 2014 台灣最佳獨立專輯票選 亞軍《那些你不敢解決的問題》
- 2014 衛福部十大勵志療癒歌曲《那些你不敢解決的問題》
- 2014 中華音樂人交流協會第三季專輯推薦《那些你不敢解決的問題》、單曲推薦《自卑》
- 2015 新城國語力頒獎禮-新城國語力創作歌手
- 2015 第八屆Freshmusic Awards『年度大躍進』入圍
- 2020 第十三屆Freshmusic Awards『最佳男演唱人』入圍

## 音樂歷程紀事
最初於2005年開始在自己的部落格上發表音樂作品，2006年即自己用簡單的器材製作一張DEMO專輯，並四處表演增加演出經驗。2007年藉由電視選秀節目嶄露頭角，離開選秀節目後與華納版權簽詞曲約，2008年在網路上首度將幾首重要的作品DEMO，整理並發行成個人首張全創作數位EP，專輯中的所有曲目從詞曲、編曲，到錄音以及演唱都由一人完成，雖然只是DEMO，卻能感受到他對於音樂的熱情與喜愛。
自2009年起邊攻讀研究所，邊持續在LIVE HOUSE、音樂節等各處大量演出，2011年1月與福茂唱片簽詞曲約成為專屬作者，直至2011年11月入伍擔任替代役公益暨反毒大使團主唱，並於同年12月推出首張個人正式專輯《至少很好笑》。
2012年底起與鼓手弼達、吉他手包子、貝斯手端端組成「廖文強與壞神經樂團」，以此固定組合形式進行演出，並通過文化部102年硬地音樂錄製及行銷推廣補助案，2014年8月以樂團名義推出新專輯《那些你不敢解決的問題》並進行巡演。

## 音樂專輯

### 一個人旅行2008精選EP
- 2008/04/09，華納唱片發行，僅於KKBOX、EZPEER及來電答鈴等數位發行

1. 《逞強》
2. 《Letter》
3. 《外婆》
4. 《披戴上你的視線我模糊了路》
5. 《一個人旅行》
6. 《跟你說個秘密》

### 至少很好笑
- 2011/12/21預購版發行，福茂唱片代理發行，個人首張實體專輯

1. 《燒肉哇哈哈》
2. 《20110514-1》
3. 《孩子的大冒險》
4. 《20110514-2》
5. 《我才沒有》
6. 《其實沒有那麼寂寞》
7. 《20110826》
8. 《眼光》
9. 《闖》

- 歌曲共6首，其中穿插3段現場LIVE之談話片段
- 預購加贈DEMO:1.《燒肉哇哈哈(柔情版)》2.《我才沒有(輕快版)》
- 2012/01/16起發售的版本無附預購禮

### 那些你不敢解決的問題
- 2014/08/16首賣，2014/08/22正式發行，台灣索尼音樂娛樂代理發行，廖文強與壞神經樂團首張專輯
- 首批2000張專輯為精裝板，包裝設計上用的是一個「收藏盒」的概念，外包裝的貼紙、印章都是團員手工製作，也由團員手工蓋上獨一無二的流水號 。

| 歌曲名稱                  | 詞曲作者                                      |
| ------------------------- | --------------------------------------------- |
| 《自卑》                  | (詞曲:廖文強)                                 |
| 《一起出發》(feat.江松霖) | (詞曲:廖文強、江松霖、石啟瑞、林弼達、張天偉) |
| 《不去想明天會怎樣》      | (詞曲:廖文強)                                 |
| 《轉身之後》              | (詞曲:張天偉)                                 |
| 《我知道你喜歡我》        | (詞曲:廖文強)                                 |
| 《Hello(陌生的好朋友)》   | (詞曲:廖文強)                                 |
| 《親愛的為什麼》          | (詞曲:林弼達)                                 |
| 《對你而言》              | (詞曲:廖文強)                                 |
| 《最孤單的人》            | (詞曲:廖文強)                                 |
| 《到最後》                | (詞曲:廖文強)                                 |
| 《來不及》                | (詞曲:林弼達)                                 |
| 《看不見光的一端》        | (詞曲:石啟瑞、林弼達)                         |
| 《那些你不敢解決的問題》  | (詞曲:廖文強)                                 |

### 喜劇人生
- 2015/12/25，發現音樂發行，個人迷你專輯

1. 《WAKE UP》
2. 《最好的自己》
3. 《喜劇人生》
4. 《美麗的故事》
5. 《一鏡到底》
6. （INTERLUDE）
7. 《渴望幸福的人》

- 曲目六為演奏曲

### 活著是對命運最好的反抗
- 2019/05/10，何樂音樂發行。專輯由晨安音樂製作，陳建騏擔任製作統籌

| 曲序        | 歌曲名稱                       | 詞曲作者                        | 製作人                 |
| ----------- | ------------------------------ | ------------------------------- | ---------------------- |
| 1           | 《一步》                       | (詞曲:廖文強)                   | 陳珊妮                 |
| 2           | 《我敢活著（又怎麼會害怕死亡》 | (詞曲:廖文強)                   | 黃少雍                 |
| 3           | 《Get Your Work Done》         | (詞:廖文強、陳學聖 。曲:廖文強) | 廖文強、許書豪         |
| 4           | 《左右(feat.吳汶芳)》          | (詞曲:廖文強、丁青志、吳汶芳)   | 廖文強、丁青志、吳汶芳 |
| 5           | 《長大的生活(feat.曾博恩)》    | (詞:廖文強、曾博恩。曲:廖文強)  | 廖文強                 |
| 6           | 《習慣》                       | (詞曲:廖文強)                   | 陳建騏                 |
| 7           | 《背光的人》                   | (詞曲:廖文強)                   | 陳建騏                 |
| 8           | 《地底三萬呎》                 | (詞曲:廖文強)                   | 陳君豪                 |
| 9           | 《在一片黑暗之中等你找到我》   | (詞曲:廖文強)                   | 李詠恩                 |
| 10          | 《適得其所的悲傷》             | (詞曲:廖文強)                   | 蕭賀碩                 |
| Bonus Track | 《可不可以》                   | (詞曲:廖文強)                   | 廖文強                 |

## 單曲作品
- 2011《北港媽祖最疼我》作曲，由蔡昌憲與北港朝天宮董事長夫人黃美蘭演唱、北港朝天宮董事長蔡永得作詞、劇場音樂大師陳建騏製作(無對外販售)。
- 2011《媽祖紀念歌》作曲，星雲大師作詞、收錄於朝天宮《北港媽祖最疼我》紀念專輯(無對外販售)。
- 2011《一百個願望》詞曲創作暨演唱，收錄於建國百年《夢想大未來》紀念專輯。
- 2011《告訴我》詞曲創作暨演唱，收錄於Streetvoice 《冬季選集》。
- 2012《你聽過英雄聯盟嗎》詞曲創作，由廖文強與利得彙合唱，於myMusic(原ezPeer)獨家發行數位單曲。
- 2013《夢想家》編曲、製作，電吉他、木吉他、貝斯、和聲，收錄於陳零九《已讀不回》專輯。
- 2013《愛夠了》詞曲，陳佳明改編詞，收錄於Olivia Ong王儷婷《等等》專輯。
- 2013《你眼中的我》作曲，楊耀程作詞，郭靜演唱，電視劇《幸福選擇題》片尾曲，收錄於郭靜《致純靜》新歌加精選輯。
- 2014《分手的第-1天》作曲，葛大為作詞，郭靜演唱，收錄於郭靜《豔遇》專輯。
- 2014《Fight》詞曲，陳盛宇演唱，收錄於陳盛宇《不管別人怎麼說》專輯。
- 2014《一起過聖誕》作曲/製作/演唱，與張啟樂共同作詞，GIORDANO佐丹奴台灣門市聖誕節主題曲(無對外販售)。
- 2016《可不可以》詞曲/製作/演唱，僅數位發行。
- 2017《造字》詞曲/製作/演唱，搭配電腦手寫字型《文強手寫體 Vol.1》發行。
- 2018《Boarding Soon》作詞，岑寧兒演唱，收錄於岑寧兒《Nothing is Under Control》專輯。
- 2019《海的顏色》詞曲，丁噹演唱，收錄於丁噹《愛到不要命 Die Lovin'》專輯。
- 2019《懶得討好》詞曲，邵雨薇演唱，收錄於邵雨薇《微雨》專輯。
- 2020《Second Try》作詞合聲，蔡旻佑演唱，Fox體育家族傳愛之旅公益歌曲。
- 2020《絕地花園》，理想混蛋和廖文強演唱，收錄於理想混蛋《愚者》專輯。
- 2023
  - 戴愛玲《巴古慕》專輯：《電頭鬃》（詞曲）、《瑪格麗特 MARGUERITE》（詞曲）、《日暮》（詞曲）
  - 蓋兒·蘇菲佳《沒關係啦》詞曲，收錄於蓋兒·蘇菲佳《無法掩蓋》專輯。
- 2024《啲咁多》曲，吳業坤演唱。

## 超級偶像第一屆比賽相關資料
由於家中經營小籠包店，在節目中有小籠包王子的外號，在2008年1月19日的快樂歌曲挑戰賽，節目結尾應主持人要求再次演唱一小段江蕙的落雨聲，歌聲真情流露令主持人及現場許多人都感動落淚。

## 外部連結
- 廖文強官方Facebook粉絲專頁  （页面存档备份，存于）
- 廖文強streetvoice音樂部落格  （页面存档备份，存于）
- 廖文強官方Youtube頻道 （页面存档备份，存于）